# بیگ بوی
آنتوان آندره پاتون (متولد ۱ فوریه ۱۹۷۵)، که به طور حرفه‌ای با نام بیگ بوی شناخته می‌شود، رپر، خواننده-ترانه‌سرا و بازیگر آمریکایی است. او که در ساوانا، جورجیا متولد و در آتلانتا بزرگ شد، به همراه آندره ۳۰۰۰ ، از اعضای گروه دونفره هیپ هاپ جنوبی آوت‌کست بود که این دو نفر در سال ۱۹۹۲ آن را تشکیل دادند.